# Stadion Miejski w Łodzi
Stadion Miejski w Łodzi, oficjalnie Stadion Miejski im. Władysława Króla – wielofunkcyjny miejski stadion sportowy położony przy al. Unii Lubelskiej 2 w Łodzi, zarządzany przez Miejską Arenę Kultury i Sportu Sp. z o.o. Mecze piłkarskie rozgrywają na nim zawodnicy ŁKS-u Łódź. Stadion od 2 czerwca 2021 ma patrona, którym jest sportowiec i trener, Władysław Król.

## „Stary” stadion
W 1922, z inicjatywy m.in. Aleksego Rżewskiego, pierwszego prezydenta Łodzi po odzyskaniu niepodległości, podjęto decyzję o budowie Parku Sportowego dla Łódzkiego Klubu Sportowego, w którego skład miał wchodzić także stadion; jego budowa trwała do 1924, rok później posiano na głównej płycie boiska trawę.
W 1969 wybudowano trybunę, pod którą umieszczono halę o pojemności 1 tys. osób, w której mecze rozgrywały sekcje koszykówki (mężczyzn i kobiet) oraz siatkówki kobiet ŁKS. Rok później na stadionie zainstalowane zostało sztuczne oświetlenie, którego moc wynosiła 1300 lx.

## „Nowy” stadion
W 2009 roku rozstrzygnięto otwarty konkurs na budowę stadionu o pojemności 35 000 widzów, jednakże po analizie materiałów konkursowych unieważniono wyniki tego konkursu. Nowy konkurs przewidywał wykonanie stadionu na 16 500 widzów, zaproszono do udziału w nim zespoły nagrodzone i wyróżnione w pierwszym konkursie. Autorami zwycięskiej pracy byli: arch. Piotr Łabowicz, arch. Marcin Kulpa, arch. Grzegorz Sowiński. 20 września 2011 roku Miasto Łódź ogłosiło przetarg na „Zaprojektowanie i wybudowanie Stadionu Miejskiego przy al. Unii Lubelskiej 2 w Łodzi”, w wyniku którego wyłoniono Wykonawcę Inwestycji, Konsorcjum firm BUDUS S. A. i Mostostal. W 2011 roku ogłoszono powstanie w sąsiedztwie obecnego obiektu nowego stadionu na 16 500 miejsc oraz boiska treningowe i hala sportowa. Ponadto, zapowiadano, że po zakończeniu budowy nowego stadionu planowane jest zburzenie starego obiektu i wybudowanie na jego miejscu parkingu dla kibiców. Prace przygotowawcze przed budową nowego obiektu rozpoczęto w maju 2012, a prace budowlane 30 lipca 2012. Termin ukończenia budowy zaplanowano na 30 grudnia 2013. Nowy obiekt miał składać się ze stadionu, sali treningowej, a także hali do gier zespołowych, której pojemność prognozowano na 3 tys. osób. Trybuny miały być całkowicie zadaszone. Projekt zakładał ponadto podziemny parking na około 240 samochodów, a także naziemny na 900. Całość zakładała również pow. 4tys.m² o przeznaczeniu komercyjnym. Nowy kompleks miał zawierać również: boisko treningowe, boisko do koszykówki oraz do siatkówki.
W lutym 2012 umowa pomiędzy Urzędem Miasta Łodzi a przedsiębiorstwami Mostostal Zabrze Holding SA i Syndykiem Masy Upadłości Katowickiego Przedsiębiorstwa Budownictwa Przemysłowego BUDUS SA została rozwiązana, na podstawie ugody, którą strony ze sobą zawarły.
W lipcu 2013 podpisano list intencyjny pomiędzy UM Łodzi a członkami zarządu ŁKS ws. wybudowania Centrum Sportowego przy al. Unii Lubelskiej 2, które ma pomóc w odbudowaniu drużyny piłkarskiej. W sierpniu 2013 ogłoszono nowy przetarg na stadion i Centrum Sportowe, a w listopadzie podpisano umowę pomiędzy UM Łodzi a firmą MIRBUD SA ze Skierniewic na budowę pierwszej trybuny nowego stadionu o pojemności 5700 miejsc.
W grudniu 2013 firma, która wygrała przetarg, rozpoczęła rozbiórkę starej trybuny na byłych obiektach ŁKS. W lutym 2015 zakończono montaż stelaża dachu trybuny nowo powstającego stadionu. Postanowiono przy tym o wyglądzie krzesełek na stadionie; wybrano dwa kolory – biały i czerwony, a także zadecydowano o napisie na nich widniejącym (ŁKS Łódź). Stadion składający się z jednej trybuny został otwarty w sierpniu 2015. Otwarcie zainaugurowano towarzyskim meczem z Pogonią Lwów wygranym 2:1 przez gospodarzy.
W czerwcu 2017 prezydent Łodzi Hanna Zdanowska poinformowała, że ogłoszenie przetargu i wyłonienie wykonawcy na budowę pozostałych trzech trybun stadionu nastąpi w 2018 roku. Ukończony stadion ma mieć pojemność ok. 20 000 miejsc siedzących. W lipcu 2018 radni miasta Łodzi podjęli decyzję o budowie pozostałych trzech trybun stadionu ŁKS-u, na których mają się znaleźć: klubowe muzeum, sklep z pamiątkami, restauracja, sale konferencyjne, powierzchnie biurowe oraz usługowo-handlowe. Budowa pozostałych trzech trybun rozpoczęła się w 2019 roku a zakończyła się w 2022. W pierwszym meczu na nowym stadionie ŁKS Łódź przegrał 0:1 z Chrobrym Głogów.

## Mecze międzynarodowe
| data       | Gospodarz    | Gość          | wynik |
| ---------- | ------------ | ------------- | ----- |
| 07.06.2022 | Polska U21   | Niemcy U21    | 1:2   |
| 11.06.2022 | Ukraina      | Armenia       | 3:0   |
| 14.06.2022 | Ukraina      | Irlandia      | 1:1   |
| 20.07.2022 | Dynamo Kijów | Fenerbahçe SK | 0:0   |
| 03.08.2022 | Dynamo Kijów | SK Sturm Graz | 1:0   |
| 17.08.2022 | Dynamo Kijów | SL Benfica    | 0:2   |
| 06.04.2023 | Polska (K)   | Kostaryka (K) | 2:1   |